# Чемпионат Южной Америки по волейболу среди молодёжных команд
Чемпионаты Южной Америки по волейболу среди молодёжных команд — соревнования для молодёжных волейбольных сборных стран Южной Америки, проводимые под эгидой Южноамериканской конфедерации волейбола (CSV).
Проводятся с 1972 года среди мужских и женских команд с периодичностью один раз в два года по чётным годам. В мужских соревнованиях участвуют спортсмены возрастом до 21 года, в женских — возрастом до 19 лет. 

## Мужские соревнования
Призёры
| Год  | Место проведения                                                | 1-е место                                                       | 2-е место                                                       | 3-е место                                                       |
| ---- | --------------------------------------------------------------- | --------------------------------------------------------------- | --------------------------------------------------------------- | --------------------------------------------------------------- |
| 1972 | Рио-де-Жанейро (Бразилия)                                       | Бразилия                                                        | Аргентина                                                       | Чили                                                            |
| 1974 | Мендоса (Аргентина)                                             | Бразилия                                                        | Аргентина                                                       | Парагвай                                                        |
| 1976 | Ла-Пас (Боливия)                                                | Бразилия                                                        | Аргентина                                                       | Венесуэла                                                       |
| 1978 | Рио-де-Жанейро (Бразилия)                                       | Бразилия                                                        | Аргентина                                                       | Перу                                                            |
| 1980 | Сантьяго (Чили)                                                 | Аргентина                                                       | Бразилия                                                        | Чили                                                            |
| 1982 | Санта-Фе (Аргентина)                                            | Аргентина                                                       | Бразилия                                                        | Чили                                                            |
| 1984 | Букараманга (Колумбия)                                          | Бразилия                                                        | Аргентина                                                       | Чили                                                            |
| 1986 | Сан-Паулу (Бразилия)                                            | Бразилия                                                        | Аргентина                                                       | Венесуэла                                                       |
| 1988 | Каракас (Венесуэла)                                             | Бразилия                                                        | Аргентина                                                       | Венесуэла                                                       |
| 1990 | Катамарка (Аргентина)                                           | Бразилия                                                        | Аргентина                                                       | Венесуэла                                                       |
| 1992 | Гуаякиль (Эквадор)                                              | Бразилия                                                        | Аргентина                                                       | Венесуэла                                                       |
| 1994 | Лима (Перу)                                                     | Бразилия                                                        | Венесуэла                                                       | Аргентина                                                       |
| 1996 | Кали (Колумбия)                                                 | Бразилия                                                        | Венесуэла                                                       | Аргентина                                                       |
| 1998 | Сантьяго (Чили)                                                 | Бразилия                                                        | Венесуэла                                                       | Колумбия                                                        |
| 2000 | Маракайбо (Венесуэла)                                           | Венесуэла                                                       | Бразилия                                                        | Аргентина                                                       |
| 2002 | Посус-ди-Калдас (Бразилия)                                      | Бразилия                                                        | Венесуэла                                                       | Аргентина                                                       |
| 2004 | Сантьяго (Чили)                                                 | Бразилия                                                        | Аргентина                                                       | Венесуэла                                                       |
| 2006 | Манаус (Бразилия)                                               | Бразилия                                                        | Аргентина                                                       | Венесуэла                                                       |
| 2008 | Посус-ди-Калдас (Бразилия)                                      | Аргентина                                                       | Бразилия                                                        | Венесуэла                                                       |
| 2010 | Сантьяго (Чили)                                                 | Бразилия                                                        | Аргентина                                                       | Венесуэла                                                       |
| 2012 | Сакуарема (Бразилия)                                            | Бразилия                                                        | Аргентина                                                       | Венесуэла                                                       |
| 2014 | Сакуарема (Бразилия)                                            | Бразилия                                                        | Аргентина                                                       | Чили                                                            |
| 2016 | Барилоче (Аргентина)                                            | Аргентина                                                       | Бразилия                                                        | Колумбия                                                        |
| 2018 | Барилоче (Аргентина)                                            | Бразилия                                                        | Аргентина                                                       | Чили                                                            |
| 2020 | Из-за пандемии коронавируса COVID-19 соревнования были отменены | Из-за пандемии коронавируса COVID-19 соревнования были отменены | Из-за пандемии коронавируса COVID-19 соревнования были отменены | Из-за пандемии коронавируса COVID-19 соревнования были отменены |
| 2022 | Такна (Перу)                                                    | Бразилия                                                        | Аргентина                                                       | Чили                                                            |
| 2024 | Такна (Перу)                                                    | Бразилия                                                        | Аргентина                                                       | Чили                                                            |

## Женские соревнования
Призёры
| Год  | Место проведения                                                | 1-е место                                                       | 2-е место                                                       | 3-е место                                                       |
| ---- | --------------------------------------------------------------- | --------------------------------------------------------------- | --------------------------------------------------------------- | --------------------------------------------------------------- |
| 1972 | Рио-де-Жанейро (Бразилия)                                       | Бразилия                                                        | Перу                                                            | Аргентина                                                       |
| 1974 | Мендоса (Аргентина)                                             | Бразилия                                                        | Перу                                                            | Аргентина                                                       |
| 1976 | Ла-Пас (Боливия)                                                | Бразилия                                                        | Перу                                                            | Аргентина                                                       |
| 1978 | Рио-де-Жанейро (Бразилия)                                       | Бразилия                                                        | Перу                                                            | Аргентина                                                       |
| 1980 | Ранкагуа (Чили)                                                 | Перу                                                            | Бразилия                                                        | Аргентина                                                       |
| 1982 | Санта-Фе (Аргентина)                                            | Перу                                                            | Бразилия                                                        | Аргентина                                                       |
| 1984 | Икитос (Перу)                                                   | Бразилия                                                        | Перу                                                            | Колумбия                                                        |
| 1986 | Сан-Паулу (Бразилия)                                            | Перу                                                            | Бразилия                                                        | Аргентина                                                       |
| 1988 | Каракас (Венесуэла)                                             | Перу                                                            | Бразилия                                                        | Аргентина                                                       |
| 1990 | Сан-Мигель-де-Тукуман (Аргентина)                               | Бразилия                                                        | Перу                                                            | Аргентина                                                       |
| 1992 | Оруро (Боливия)                                                 | Бразилия                                                        | Аргентина                                                       | Перу                                                            |
| 1994 | Медельин (Колумбия)                                             | Бразилия                                                        | Аргентина                                                       | Перу                                                            |
| 1996 | Каракас (Венесуэла)                                             | Бразилия                                                        | Аргентина                                                       | Перу                                                            |
| 1998 | Санта-Фе (Аргентина)                                            | Бразилия                                                        | Аргентина                                                       | Перу                                                            |
| 2000 | Медельин (Колумбия)                                             | Бразилия                                                        | Аргентина                                                       | Венесуэла                                                       |
| 2002 | Ла-Пас (Боливия)                                                | Бразилия                                                        | Венесуэла                                                       | Аргентина                                                       |
| 2004 | Ла-Пас (Боливия)                                                | Бразилия                                                        | Аргентина                                                       | Венесуэла                                                       |
| 2006 | Каракас (Венесуэла)                                             | Бразилия                                                        | Аргентина                                                       | Венесуэла                                                       |
| 2008 | Лима (Перу)                                                     | Бразилия                                                        | Венесуэла                                                       | Перу                                                            |
| 2010 | Энвигадо, Итагуи (Колумбия)                                     | Бразилия                                                        | Перу                                                            | Венесуэла                                                       |
| 2012 | Лима (Перу)                                                     | Бразилия                                                        | Перу                                                            | Колумбия                                                        |
| 2014 | Барранкабермеха (Колумбия)                                      | Бразилия                                                        | Перу                                                            | Аргентина                                                       |
| 2016 | Убераба (Бразилия)                                              | Бразилия                                                        | Аргентина                                                       | Перу                                                            |
| 2018 | Лима (Перу)                                                     | Бразилия                                                        | Аргентина                                                       | Перу                                                            |
| 2020 | Из-за пандемии коронавируса COVID-19 соревнования были отменены | Из-за пандемии коронавируса COVID-19 соревнования были отменены | Из-за пандемии коронавируса COVID-19 соревнования были отменены | Из-за пандемии коронавируса COVID-19 соревнования были отменены |
| 2022 | Кахамарка (Перу)                                                | Бразилия                                                        | Аргентина                                                       | Колумбия                                                        |
| 2024 | Осорно (Чили)                                                   | Бразилия                                                        | Аргентина                                                       | Чили                                                            |